# Josef Mayer (politik)
Josef Mayer (9. dubna 1877 Cheb – 3. května 1938 Cheb), byl rakouský a československý politik německé národnosti, na počátku 20. století poslanec Českého zemského sněmu a Říšské rady, v meziválečném období poslanec československého Národního shromáždění za Německý svaz zemědělců (Bund der Landwirte); spoluzakladatel formace Sudetoněmecký svaz venkova.

## Biografie
Pocházel ze starobylého chebského rodu. Vystudoval pivovarskou akademii v Mnichově a po několik let pracoval jako ředitel pivovaru.
Politicky aktivní byl již za Rakouska-Uherska. Před první světovou válkou zasedal od roku 1910 na Říšské radě (celostátní parlament), kam nastoupil 14. června 1910 po doplňovací volbě místo Leopolda Kolowrata-Krakowského. Zvolen byl za okrsek Čechy 121. Usedl do poslanecké frakce Německý národní svaz (Deutscher Nationalverband), v jehož rámci byl členem Německé agrární strany. Opětovně byl zvolen za týž obvod i ve volbách do Říšské rady roku 1911 a ve vídeňském parlamentu setrval do zániku monarchie.
Ve volbách v roce 1908 byl také zvolen do Českého zemského sněmu v kurii venkovských obcí (volební obvod Cheb, Vildštejn, Aš). Uvádí se jako člen Německé agrární strany. Po roce 1908 se ovšem sněm kvůli obstrukcím již fakticky nescházel. Jako člen zemského výboru zasedal (od roku 1909) v německé sekci zemské zemědělské rady v Čechách. A jejím členem pak byl po více než pětadvacet let.
Roku 1908 založil Egerlander Bodengenossenschaft jako sudetoněmecký zemědělský spolek, který se stal předobrazem podobných regionálních sdružení. Byl rovněž členem dalších organizací, například prezidentem Svazu německých zemědělských družstev v Praze, předsedou Jednoty německých nemocničních pokladen, členem předsednictva Německé agrární a průmyslové banky, předsednictva Německé agrární tiskárny v Praze, předsedou Německého melioračního svazu, členem předsednictva Chebské jednoty spořitelen a záložen nebo předsedou správní rady Chebského akciového pivovaru.
Po válce dočasně zasedal v Provizorním národním shromáždění Německého Rakouska (jako představitel německých provincií českých zemí, které měly původně ambici se připojit k rakouskému státu). Zároveň zastával funkci státního tajemníka v rakouském státním úřadu (ministerstvu) obrany. V roce 1919, po porážce sudetoněmeckých aspirací na připojení k Německému Rakousku, se vrátil do nově vzniklého Československa.
V parlamentních volbách v roce 1920 získal poslanecké křeslo v československém Národním shromáždění za Německý svaz zemědělců. Mandát za ně obhájil v parlamentních volbách v roce 1925. Během volebního období se ale roku 1927 od své strany odtrhl (respektive byl vyloučen, protože na rozdíl od strany hlasoval proti návrhu zákona o zemském zřízení). Byl orientován kriticky vůči ČSR a kritizoval sbližování Německého svazu zemědělců s vládní koalicí. Dočasně byl nezařazeným poslancem a jako hospitant se přidal k poslaneckému klubu Maďarské národní strany. O mandát přišel roku 1928 a ve sněmovně ho nahradil Christof Gläsel. Mezitím spolu s podobně orientovaným poslancem Georgem Hanreichem založili novou politickou formaci Sudetoněmecký svaz venkova (Sudetendeutscher Landbund), která do parlamentních voleb v roce 1929 šla v koalici s Německou nacionální stranou. Zatímco Hanreich za ni získal poslanecké křeslo, Mayer nikoliv. Později převedl Sudetoněmecký svaz venkova do nově utvořené Sudetoněmecké strany, v níž byl členem vedení její zemědělské rady.
Podle údajů k roku 1925 byl profesí rolníkem v Chebu. Nikdy se neoženil a velkou část své energie věnoval politickým a veřejným záležitostem. Český politik Bohumír Bradáč ho označil za vévodu chebského (Herzog des Egerlandes). Zemřel v květnu 1938 po delší vážné nemoci, která ho v posledních měsících před smrtí vyřadila z veřejného života.